# Computador deslizante

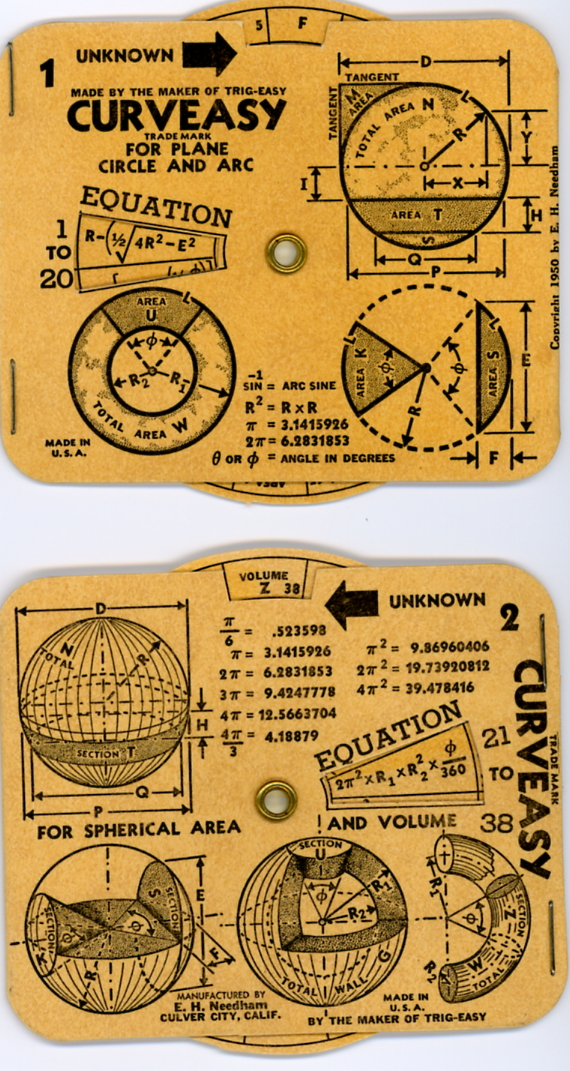
Computadores deslizantes.

Un  computador deslizante  o también  tabla deslizante  es un dispositivo de mano, generalmente de papel, cartón o plástico, para realizar cálculos sencillos o buscar información.
Un  computador deslizante , cuando es circular, se denomina a veces computador circular o Volvelle.
A diferencia de otros dispositivos de mano tales como calculadoras mecánicas reglas de cálculo y Addiator s, que han sido sustituidos por las calculadoras electrónicas y programas informáticos, los  computadores deslizantes  han sobrevivido hasta nuestros días. Hay un número de compañías que diseñan y fabrican estos dispositivos.
Por otro lado ya diferencia de las calculadoras mecánicas de propósito general, los  computadores deslizantes  se suele dedicar a la realización de un cálculo especializado, o mostrar la información de un solo producto o un proceso en particular. Por ejemplo, el  computador deslizante  "CurveEasy" muestra la información relacionada con los cálculos de geometría esférica y la  computador deslizante  Prestolog utiliza para cálculos de costo/beneficio. Otro ejemplo de un  computador deslizante  es el Planisferio celeste, que muestra la ubicación de las estrellas en el cielo dados un lugar, la fecha y la hora.
Los  computadores deslizantes  asocian a menudo con deportes en particular, campañas políticas o empresas comerciales. Por ejemplo, una compañía farmacéutica puede crear gráficos de ruedas impresas con su nombre de la empresa e información de productos para su distribución a los médicos.
Es bastante común hacer colecciones de  computadores deslizantes .